# Marzabotto

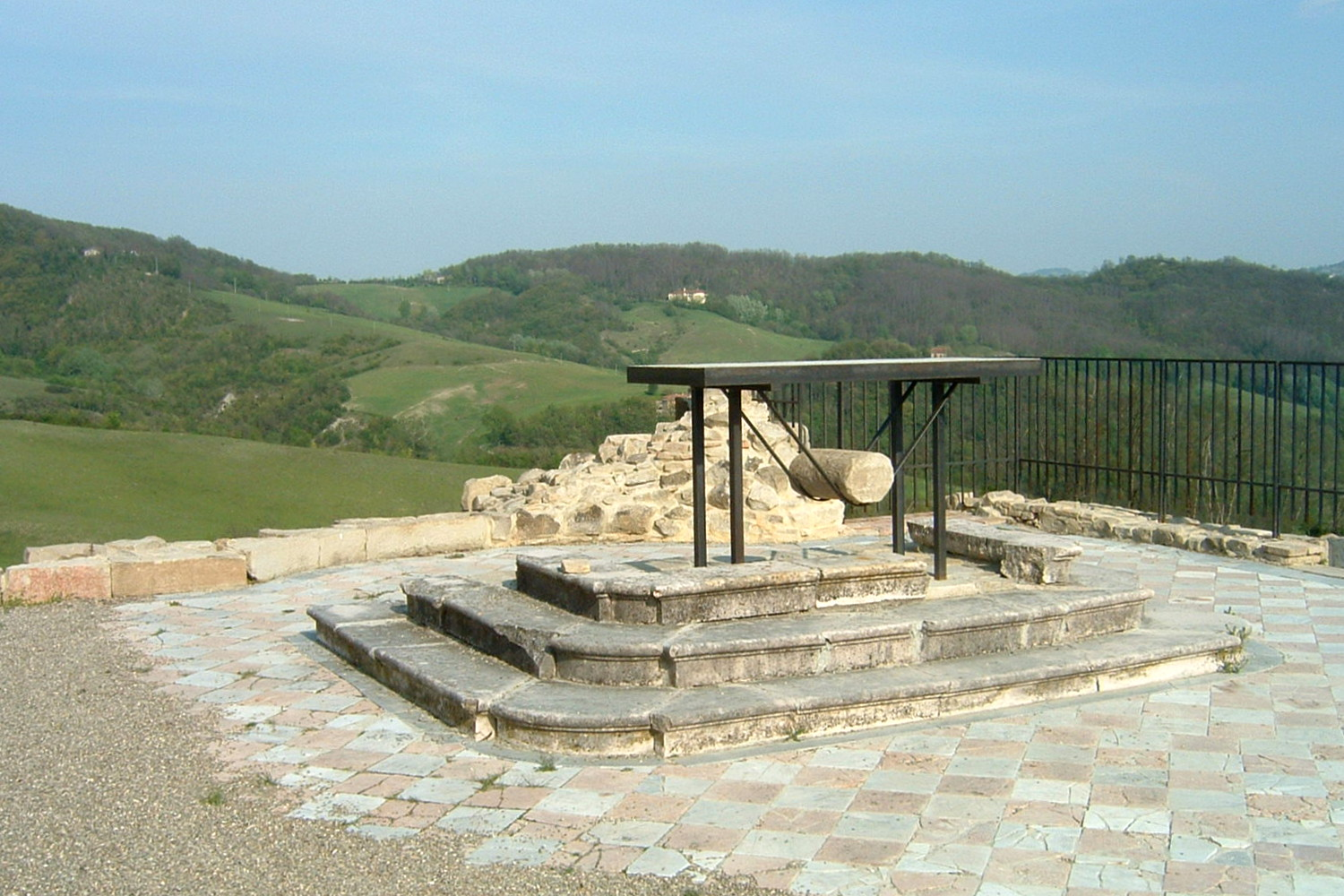
Marzabotto

Marzabotto (Marzabòt, en el dialecte bolonyés montà mitjà) és un comune d'Itàlia que té 6.813 habitants de la Ciutat metropolitana de Bolonya a l'Emilia-Romagna. Forma part de la Unione dell'Appennino Bolognese.
Aquest municipi és tristament famós per la Massacre de Marzabotto perpetrada per les Waffen-SS quan foren assassinades centenars de persones durant la Segona Guerra Mundial.

## Història
La zona de Marzabotto era part integrant de l'Etruria padana, al seu territori hi ha les restes de la ciutat etrusca del segle vi aC. anomenada Kainua.
El centre habitat de Marzabotto es va desenvolupar en temps relativament recents. Al final de la Segona Guera Mundial va ser l'escenari de la Massacre de Marzabotto. (29 de setembre de 1944), perpetrada pels nazis.

## Subdivisions
Lama di Reno (La Lâma), Lama di Setta (La Lâma ed Sàtta), Pian di Venola (Piàn ed Vännla), Sibano (Sibàn), Sperticano (Sperdgàn), Sirano (Siràn), Pioppe (Al Fiòp), Pànico (Pàng), Canovella (Canvèla), San Silvestro (San Silvèster), Casaglia (Casâia), Luminasio (Alminés), Medelana (Madlèna), Quercia (Quérza), Gardeletta (Gardlàtta), Allocco (Alòc)

## Galeria fotogràfica

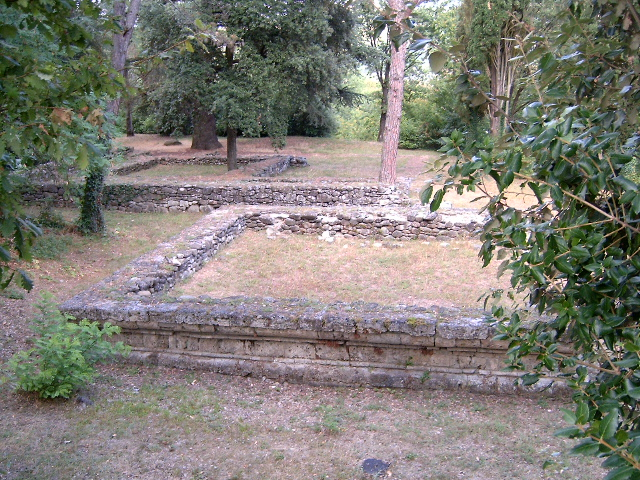
Acròpolis etrusca de Marzabotto
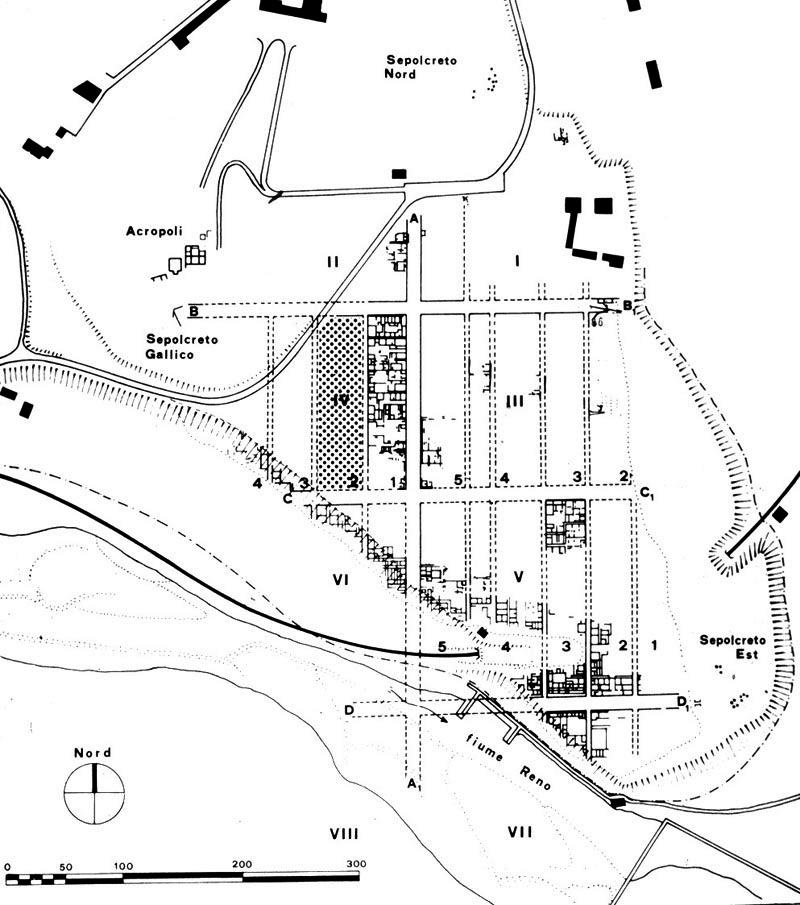
Planta de Marzabotto